# 12384 Luigimartella
12384 Luigimartella (1994 TC2) là một tiểu hành tinh vành đai chính được phát hiện ngày 10 tháng 10 năm 1994 bởi V. S. Casulli ở Colleverde di Guidonia.